# Marike Stokker

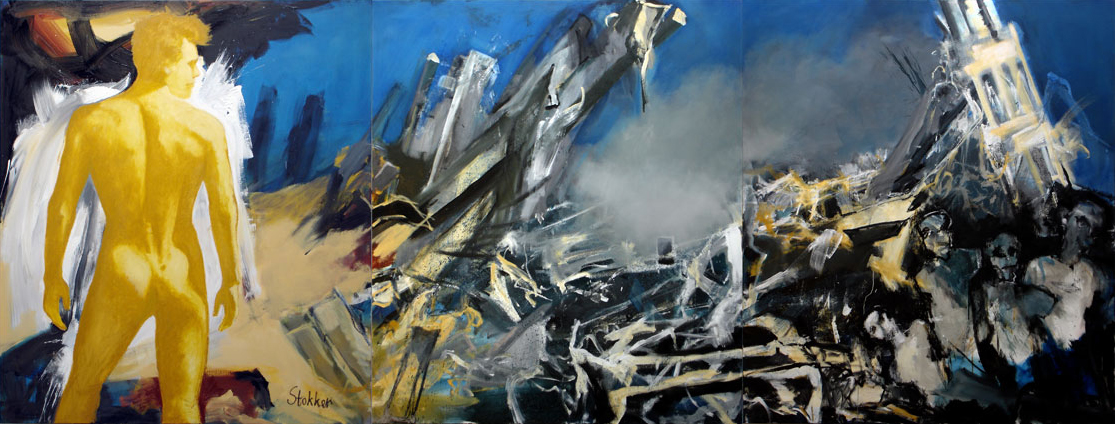
Orfeus or Paradise Lost. Olieverf op doek. Drie panelen samen 4,20 × 1,60 m. Tafereel geïnspireerd door de aanval op New York van 11 september 2001.

Maria Pietje (Marike) Stokker (Sneek, 10 maart 1950) is een Nederlands grafisch ontwerper, beeldend kunstenaar, illustrator en theaterfotograaf.

## Opleiding en carrière
Van 1966 tot 1971 volgde Marike Stokker de opleiding publiciteitsvormgeving en grafisch ontwerpen aan de Academie Minerva bij onder meer Ralph Prins. Daarna specialiseerde ze zich een jaar in theateraffiches en animatiefilm bij Henryk Tomaszewski aan de Academie van Schone Kunsten in Warschau. In 1970 en 1971 was ze theaterfotograaf bij Het Werkteater onder begeleiding van de fotografe Jutka Rona. Ze haalde in 1984 haar akte eerste graads tekenen en kunstgeschiedenis aan de Academie voor Beeldende Vorming te Amersfoort, waar ze les kreeg van onder meer Jan Sierhuis en Ger Lataster. Van 1999 tot 2009 gaf Stokker les aan de Faculteit Beeldende Kunst van de Hogeschool voor de Kunsten Utrecht. In 1998 won ze de Hans van Dokkumprijs voor zien en weergeven en in 2001 de B.J. Kerkhof oeuvreprijs. Ze werkt nu voornamelijk als kunstschilder en grafisch ontwerper.

## Werk
Onder meer
- schilderijen met olieverf en acryl, vaak series geïnspireerd door landschap en natuur, maar ook door theater, dans en literatuur. De werken naar de natuur zijn geschilderd en plein air.
- kunst in de openbare ruimte, onder meer totempalen (inmiddels afgebroken) in winkelcentrum Overvecht, Utrecht
- vele boekomslagen, website-ontwerpen en grafisch drukwerk.